# If I Can't Have Love, I Want Power
《If I Can't Have Love, I Want Power》는 미국의 싱어송라이터 할시의 네 번째 정규 앨범으로, 2021년 8월 27일 캐피톨 레코드를 통해 발매되었다. 나인 인치 네일스의 트렌트 레즈너와 애티커스 로스가 프로듀싱을 맡은 이 앨범은, 할시의 이전 작품들과는 다른 방향성을 보여주며 강한 인더스트리얼 사운드의 영향을 받았다. 할시는 이 앨범을 "임신과 출산의 기쁨과 공포에 관한 콘셉트 앨범"이라고 설명했다. 또한 이 앨범은 할시가 캐피톨과 함께한 마지막 작품으로, 그녀는 2023년 4월 해당 레이블과 결별했다.
《If I Can't Have Love, I Want Power》의 발매를 앞두고, 앨범과 같은 제목의 극장용 영화가 전 세계 일부 IMAX 극장에서 2021년 8월 25일과 26일 양일간 상영되었다. 이 영화는 미국 영화감독 콜린 틸리가 연출을 맡았으며, 앨범의 음악을 중심으로 구성되었다. 앨범은 이후 전 세계 13개 판매 차트에서 톱 10에 진입했고, 특히 미국 《빌보드》 200 차트에서는 2위로 데뷔하며 할시의 네 번째 연속 톱 2 진입 기록을 세웠다. 또한 앨범 홍보를 위해 두 개의 싱글이 발매되었는데, 〈I Am Not a Woman, I'm a God〉는 《빌보드》 핫 100 차트에서 64위를 기록했으며, 또 다른 싱글 〈You Asked for This〉도 함께 공개되었다. 2023년 2월에는 미국 음반 산업 협회로부터 골드 인증을 받았다.
《If I Can't Have Love, I Want Power》는 평단으로부터 대체로 긍정적인 평가를 받았으며, 야심 찬 콘셉트와 극적인 프로덕션이 특히 호평을 받았다. 이 앨범은 여러 매체의 ‘2021년 최고의 앨범’ 리스트 톱 10에 선정되었고, 제64회 그래미 어워드에서는 최우수 얼터너티브 뮤직 앨범 부문 후보에 올랐다. 앨범 발매 이후 할시는 Love and Power Tour라는 이름의 투어를 진행하며 이를 지원했다.

## 평가
| 전문가 평가                | 전문가 평가 |
| 총 점수                    | 총 점수     |
| 출처                       | 점수        |
| -------------------------- | ----------- |
| AnyDecentMusic?            | 7.6/10      |
| 메타크리틱                 | 80/100      |
| 평가 점수                  |             |
| 출처                       | 점수        |
| 올뮤직                     | [ 5 ]       |
| 《클래시》                 | 8/10        |
| 《더 인디펜던트》          | [ 7 ]       |
| 《케랑!》                  | 4/5         |
| 《더 라인 오브 베스트 핏》 | 8/10        |
| 《뉴 뮤지컬 익스프레스》   | [ 10 ]      |
| 《피치포크》               | 7.0/10      |
| 《롤링 스톤》              | [ 12 ]      |
| 《슬랜트 매거진》          | [ 13 ]      |
| 《시드니 모닝 헤럴드》     | [ 14 ]      |

《If I Can't Have Love, I Want Power》는 발매 직후 전반적으로 긍정적인 평가를 받았다. 여러 매체의 리뷰 점수를 100점 만점으로 환산해 평균 점수를 매기는 메타크리틱에서는 17개의 평론을 바탕으로 가중 평균 80점을 기록해 "대체로 호의적인 평가"를 나타냈다.
《스핀》은 이 앨범이 "작곡의 교과서"이며 프로덕션도 "관능적"이라고 극찬했다. 《뉴 뮤지컬 익스프레스》의 닉 러빈은 이 앨범을 강렬하고 복잡하며 영화적인, "격렬하면서도 매혹적인" 예술적 선언이라고 표현했고, 《벌처》의 크레이그 젠킨스는 사운드와 콘셉트 측면에서 "할시의 최고의 앨범"이라고 평가했다. 《슬랜트》의 살 친케마니는 앨범의 프로덕션과 함께 "자기 의심, 자기 파괴, 자기 확신"이라는 직선적인 주제를 높이 평가했다. 《더 라인 오브 베스트 핏》의 마리 올레이닉은 이 앨범을 대담하고 야심찬 예술 작품으로 칭하며, "화려하고 강렬한" 프로덕션이 과하지 않으면서도 인상적이라 평했다. 동시에 단순하면서도 "숨 막히게 섬세한" 곡들 역시 인상적이라고 덧붙였다. 《뉴욕 타임스》의 음악 평론가 존 퍼렐스는 이 앨범이 할시의 "1990년대적 뿌리에 대한 오마주"이자, 자전적인 가사에서 벗어나 상징적 인물들로 전략적으로 전환한 작품이라고 설명했다. 《케랑!》의 루크 모턴은 이 앨범이 "팝 앨범은 아니며, 그래서는 안 된다"고 단언하며, 할시의 펑크 성향을 드러낸 작품으로 그녀의 창작 자유를 확고히 했다고 평가했다. 그는 또한 이 앨범이 감정의 흐름이 교차하는 작품이며, 곡들이 의식의 흐름처럼 서로 연결되어 있다고 덧붙였다.
《기그와이스》의 제시 앳킨슨은 이 앨범이 할시의 잠재력과 "절제된 사운드의 진화"를 보여준다고 평했고, 《클래시》의 로빈 머레이는 할시가 가장 정면으로 부딪히는 모습을 보여주는 "강력한 송 사이클"이라고 표현했다. 《시드니 모닝 헤럴드》의 지젤 아우-니엔 응우옌은 이 앨범을 "연극적이고 웅장한 청취 경험"이라고 평하며, 할시의 정체성과 예술적 의도를 선언하는 작품이라고 평가했고, 수록곡들의 사운드적 다양성도 칭찬했다. 《버라이어티》의 크리스 윌먼은 정직한 작사와 얼터너티브 록 사운드를 앨범의 강점으로 꼽으며, 할시와 레즈너, 로스 간의 창의적 호흡을 강조했다. 《더 인디펜던트》의 헬렌 브라운은 할시가 핑크나 그라임스처럼 메이저 레이블 팝에 어둡고 시끄러운 태도를 도입했다고 평가했고, 이 앨범을 "분명한 파워 업"이라고 묘사했다. 다만 좀 더 음악적, 가사적 실험을 통해 곡들이 더 깊은 인상을 남겼을 수도 있다고 덧붙였다.
반면 일부 평론은 다소 비판적인 입장을 보였다. 《롤링 스톤》의 줄리사 로페즈는 이 앨범이 모험적이고 매우 극적이며 "극도로 연극적인" 작품이라고 평하면서도, 때때로 과도하게 느껴진다고 지적했다. 《피치포크》의 대니 블룸은 이 앨범을 할시 커리어 중 가장 강력한 프로젝트라고 보며, 레즈너와 로스의 실험적인 프로덕션을 높이 평가했다. 《컨시퀀스》의 메리 시로키는 앨범의 프로덕션과 주제에 찬사를 보내면서도 가사에 대해서는 복합적인 의견을 밝혔다. 그녀는 일부 가사가 "아이디어보다는 단순히 흥미로운 문장"에 가깝다고 느꼈지만, 다른 부분에서는 "시처럼 펼쳐진다"고 평가했다. 《팝매터스》의 존 아멘은 이 앨범에 할시 커리어 중 최고의 곡들과 보컬이 담겨 있다고 평했으나, "부적절하게 매끈한" 프로덕션이 리스너와의 정서적 연결을 방해한다고 지적했다. 그럼에도 불구하고 그는 이 앨범이 "충분한 마법을 품고 있어 중독적"이라고 덧붙였다. 《옵서버》의 키티 엠파이어는 할시가 언급한 주제, 즉 "〈왕좌의 게임〉과 프랑스 혁명이 결합된 마돈나-창녀 콤플렉스 테마의 고딕 록 오페라"에 비해, 수록된 13곡은 그에 미치지 못한다고 평가했다.

## 곡 목록
전체 작사·작곡: 애슐리 프랜지파니, 트렌트 레즈너, 애티커스 로스, 조너선 커닝햄이 작곡했으며, 별도 표기가 없는 한 프로듀싱은 레즈너와 로스가 맡았다. 작사는 할시가 담당했다.
| #            | 제목                            | 작사·작곡                              | 재생 시간 |
| ------------ | ------------------------------- | -------------------------------------- | --------- |
| 1.           | 〈The Tradition〉               | Frangipane, Reznor, Ross, Greg Kurstin | 3:46      |
| 2.           | 〈Bells in Santa Fe〉           |                                        | 3:37      |
| 3.           | 〈Easier than Lying〉           |                                        | 3:26      |
| 4.           | 〈Lilith〉                      |                                        | 2:47      |
| 5.           | 〈Girl Is a Gun〉               |                                        | 2:26      |
| 6.           | 〈You Asked for This〉          | Frangipane, Reznor, Ross, Kurstin      | 4:26      |
| 7.           | 〈Darling〉                     |                                        | 3:02      |
| 8.           | 〈1121〉                        |                                        | 2:42      |
| 9.           | 〈Honey〉                       |                                        | 2:53      |
| 10.          | 〈Whispers〉                    |                                        | 3:11      |
| 11.          | 〈I Am Not a Woman, I'm a God〉 |                                        | 2:56      |
| 12.          | 〈The Lighthouse〉              |                                        | 4:33      |
| 13.          | 〈Ya'aburnee〉                  |                                        | 3:08      |
| 총 재생 시간 | 총 재생 시간                    | 총 재생 시간                           | 42:52     |

| #            | 제목                      | 작사·작곡 | 프로듀서                              | 재생 시간 |
| ------------ | ------------------------- | --- | ------------------------------------- | --------- |
| 14.          | 〈Nightmare〉             | Frangipane Benjamin Levin Elena Kiper Magnus Høiberg Ivan Shapovalov Martin Kierszenbaum Nathan Perez Sergio Galoyan Trevor Horn Valerij Polienko | Benny Blanco Cashmere Cat Happy Perez | 3:52      |
| 15.          | 〈Nightmare (Reprise)〉   | Frangipane Levin Kiper Høiberg Shapovalov Kierszenbaum Perez Sergio Galoyan Horn Polienko                                                         |                                       | 4:06      |
| 16.          | 〈People Disappear Here〉 | Frangipane Reznor Ross Kurstin |                                       | 4:08      |
| 총 재생 시간 | 총 재생 시간              | 총 재생 시간 | 총 재생 시간                          | 54:58     |

| #            | 제목                            | 작사·작곡                      | 재생 시간 |
| ------------ | ------------------------------- | ------------------------------ | --------- |
| 14.          | 〈People Disappear Here〉       | Frangipane Reznor Ross Kurstin | 4:08      |
| 15.          | 〈Gasoline〉 (reimagined; live) | Frangipane Peder Losnegård     | 3:46      |
| 총 재생 시간 | 총 재생 시간                    | 총 재생 시간                   | 50:46     |

| #            | 제목                    | 작사·작곡                                                                                 | 재생 시간 |
| ------------ | ----------------------- | ----------------------------------------------------------------------------------------- | --------- |
| 14.          | 〈Nightmare (Reprise)〉 | Frangipane Levin Kiper Høiberg Shapovalov Kierszenbaum Perez Sergio Galoyan Horn Polienko | 4:06      |
| 총 재생 시간 | 총 재생 시간            | 총 재생 시간                                                                              | 46:58     |

| #            | 제목                      | 작사·작곡                      | 재생 시간 |
| ------------ | ------------------------- | ------------------------------ | --------- |
| 14.          | 〈People Disappear Here〉 | Frangipane Reznor Ross Kurstin | 4:08      |
| 총 재생 시간 | 총 재생 시간              | 총 재생 시간                   | 46:49     |

| #            | 제목                                   | 재생 시간 |
| ------------ | -------------------------------------- | --------- |
| 14.          | 〈The Tradition〉 (live)               | 4:03      |
| 15.          | 〈Lilith〉 (live)                      | 2:51      |
| 16.          | 〈Easier than Lying〉 (live)           | 3:28      |
| 17.          | 〈Girl Is a Gun〉 (live)               | 2:42      |
| 18.          | 〈You Asked for This〉 (live)          | 4:37      |
| 19.          | 〈Darling〉 (live)                     | 3:11      |
| 20.          | 〈Honey〉 (live)                       | 2:53      |
| 21.          | 〈I Am Not a Woman, I'm a God〉 (live) | 3:08      |
| 22.          | 〈Nightmare〉 (reprise; live)          | 4:07      |
| 총 재생 시간 | 총 재생 시간                           | 74:05     |

| #            | 제목              | 작사·작곡             | 재생 시간 |
| ------------ | ----------------- | --------------------- | --------- |
| 17.          | 〈1121〉 (demo)   | Frangipane Cunningham | 2:51      |
| 18.          | 〈Honey〉 (demo)  | Frangipane Cunningham | 2:48      |
| 19.          | 〈Lilith〉 (demo) | Frangipane Cunningham | 2:47      |
| 총 재생 시간 | 총 재생 시간      | 총 재생 시간          | 63:25     |